# 302
Період тетрархії у Римській імперії. У Китаї править династія Західна Цзінь, в Японії триває період Ямато. У Персії править династія Сассанідів.
На території лісостепової України Черняхівська культура. У Північному Причорномор'ї готи й сармати.

## Події
- Імператор Діоклетіан видає закони проти християнства і починає релігійні переслідування в Антіохії.
- Григорій Просвітитель висвячений як патріарх Вірменії.